# Wilkowice (województwo zachodniopomorskie)

## Położenie geograficzne i demografia

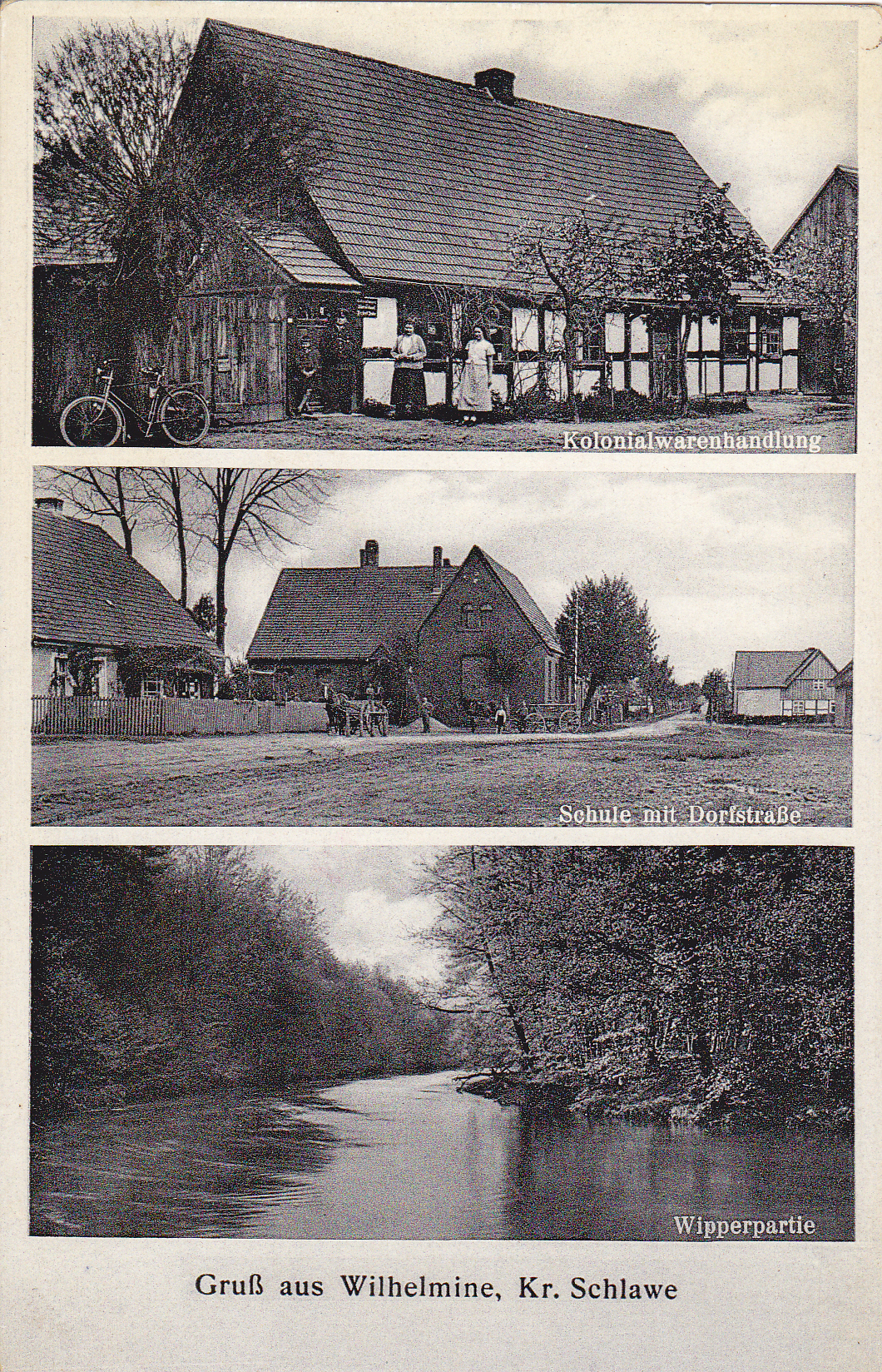
Wilkowice. Pocztówka z początku XX wieku: sklep kolonialny; szkoła i droga wiejska; rzeka Wieprza. Wydawca: Willy Schröder, Photograph, Stolp i Pom.

Wilkowice (niem. Wilhelmine) – wieś w Polsce położona w województwie zachodniopomorskim, w powiecie sławieńskim, w gminie Postomino. W latach 1975–1998 miejscowość należała administracyjnie do województwa słupskiego.

Wiilkowice to wieś rolnicza o układzie ulicowym, otoczona polami o układzie niwowo-blokowym (szachownicowym).
Według Narodowego Spisu Powszechnego Ludności i Mieszkań z 2021 roku Wilkowice zamieszkują 162 osoby (76 kobiet - 46,9% i 86 mężczyzn - 53,1%). Ludność Wilkowic stanowi 2,4% mieszkańców gminy Postomino.

## Pochodzenie nazwy
Niemiecka nazwa Wilhelmine została nadana wsi po Wilhelminie Pruskiej, ulubionej siostrze króla pruskiego Fryderyka II Wielkiego.

## Historia
Miejscowość założono w połowie XVIII wieku (1749) w ramach akcji zasiedlania Pomorza z inicjatywy króla Prus Fryderyka II. Pierwszymi mieszkańcami wsi byli przeniesieni osadnicy z Palatynatu (okolice Zweibrücken). Jesienią 1748 we wsi zamieszkało 171 osób. Osadnikom przyznano po 32,5 morgi ziemi ornej oraz po 7,5 morgi łąki – grunty były zwolnione z opłat przez okres 10 lat.
Wzmianka o osadzie Wilhelmine znalazła się w opisie Pomorza autorstwa Ludwiga Wilhelma Brüggemanna z 1784 roku: „jest to kolonia składająca się z 16 rodzin z Palatynatu i 1 sołtysa, 1 szkoły, 1 gospodarstwa małorolnego, 19 palenisk, przynależy do parafii w Staniewicach".
Jeszcze w XX wieku mieszkańcy posługiwali się dialektem z Palatynatu.
Dnia 7 marca 1945 roku wieś zajęły wojska radzieckie. Niemieccy mieszkańcy zostali wysiedleni w listopadzie 1945.

Inne miejscowości o nazwie Wilkowice: Wilkowice